# Leon Wessel-Masannek
Leon Finn Wessel-Masannek (* 23. Dezember 1992 in München) ist ein ehemaliger deutscher Kinderschauspieler.

## Leben und Karriere
Leon Finn und sein Bruder Marlon David Wessel sind nach Angaben des Vaters Joachim Masannek, der gleichzeitig der Autor ist, die beiden Erfinder der erfolgreichen Bücherreihe Die Wilden Fußballkerle. Beide spielen auch in deren Verfilmung Die Wilden Kerle mit. Wessel-Masannek spielt den Torhüter Markus und sein älterer Bruder spielt Maxi, den mit dem härtesten Schuss der Welt. Er hörte nach dem 5. Teil von Die Wilden Kerle auf Filme zu drehen, kehrte jedoch 2016, für den 6. Teil der erfolgreichen Kino-Reihe, noch einmal zurück.
Er hat sich nach dem Ende von "Die Wilden Kerle" aus der Öffentlichkeit zurückgezogen.

## Filmografie
- 2003: Die Wilden Kerle
- 2005: Die Wilden Kerle 2 – Alles ist gut, solange du wild bist
- 2006: Die Wilden Kerle 3 – Die Attacke der biestigen Biester
- 2007: Die Wilden Kerle 4 – Der Angriff der Silberlichten
- 2008: Die Wilden Kerle 5 – Hinter dem Horizont
- 2016: Die wilden Kerle – Die Legende lebt